# لي بالمر
لي بالمر (بالإنجليزية: Lee Palmer)‏ (19 سبتمبر 1970 المملكة المتحدة - ) هو لاعب كرة قدم بريطاني يلعب كمدافع.